# Ballinamore
Ballinamore (iriska: Béal an Átha Móir) är en ort i republiken Irland.   Den ligger i grevskapet County Leitrim och provinsen Connacht, i den norra delen av landet, 130 km nordväst om huvudstaden Dublin. Ballinamore ligger 82 meter över havet och antalet invånare är 889.
Terrängen runt Ballinamore är platt åt sydost, men åt nordväst är den kuperad.Runt Ballinamore är det glesbefolkat, med 15 invånare per kvadratkilometer. Närmaste större samhälle är Ballyconnell, 15,9 km nordost om Ballinamore. Trakten runt Ballinamore består i huvudsak av gräsmarker.